# Vencer la culpa
Vencer la culpa es una telenovela mexicana producida por Rosy Ocampo para TelevisaUnivision, siendo la quinta entrega de la franquicia Vencer. La telenovela es una historia original de Pedro Armando Rodríguez y Gerardo Pérez Zermeño, abordando la problemática de la culpabilidad en cualquier situación y a la desaparición forzada en mujeres. Se estrenó a través de Las Estrellas el 26 de junio de 2023 en sustitución de Pienso en ti, y finalizó el 13 de octubre del mismo año siendo reemplazado por Golpe de suerte.
Está protagonizada por Claudia Martín, Gabriela de la Garza, María Sorté, Carlos Ferro, Matías Novoa, Juan Carlos Barreto y Romina Poza, junto con Gabriel Soto, Ingrid Martz, Roberto Ballesteros y Sachi Tamashiro en los roles antagónicos. Acompañados por Mónica Ayos, Paulina Treviño, Pablo Perroni, Haydée Navarra, Helena Rojo y Luis Gatica.

## Trama
Vencer la culpa retrata la vida de cuatro mujeres: Paloma (Claudia Martín), Manuela (Gabriela de la Garza), Amanda (María Sorté) y Yaneli (Romina Poza), cuyos destinos se entrelazan cuando una joven que no conocían a fondo, desaparece misteriosamente, además de superar la culpa por dicho suceso y las de otras razones.
Manuela es una madre soltera que se ha “partido el alma” por sacar adelante a su única hija. Esto la obliga a tener tres trabajos, pero se siente culpable de no poder acompañar el desarrollo de su hija, de ocultarle quién es su padre y no haberle dado una figura paterna. Pero el destino la unirá nuevamente a Leandro (Gabriel Soto), su exnovio y padre de su hija. Sin embargo, Manuela encontrará otra oportunidad en el amor con Pablo (Matías Novoa), quien carga con sus propias culpas con la desaparición de su hijo mayor.
Amanda es una mujer de nivel socioeconómico alto, levantó su pequeño negocio de productos para mascotas tras divorciarse de Everardo (Roberto Ballesteros), padre de sus hijos y quien fuese su marido, poniendo fin a un matrimonio de 40 años, de la cual, se siente culpable ante la presión de sus hijos por romper con un “matrimonio perfecto”, de haber callado años de maltrato y violencia.
Paloma es una simpática diseñadora digital con mucha suerte en el plano laboral, pero al ser la hija única de Octavio (Luis Gatica) y Adela (Mónica Ayos), se siente culpable de no poder separarse de sus padres para vivir sola y de elegir mal a sus parejas, al grado de ahuyentarlos sin ninguna explicación.
Y Yaneli, una chica de bajos recursos, alegre y súper inteligente que estudia en una preparatoria privada gracias al apoyo económico de su hermano. Se siente culpable de no cumplir las expectativas de su hermano, además porque lo observó discutir y maltratar a Dulce (Jesusa Ochoa) y no sabe si debe denunciarlo o callar.
Días después, Dulce desaparece y Yaneli es atormentada por la duda de que su hermano haya hecho algo malo, decide indagar y así conoce a Paloma, Manuela y Amanda, quienes se unen para buscar a la chica, sin imaginar que deben sortear múltiples obstáculos para resolver el misterio y durante el transcurso de su aventura por la búsqueda de Dulce, construyen una sólida amistad que les ayudará a cada una a enfrentar y superar sus propias culpas para que juntas descubran que la sororidad es su mayor fortaleza.

## Reparto
Desde mediados de marzo hasta inicios de abril de 2023, se fue revelando los miembros del reparto general por medio de las cuentas oficiales de la productora Rosy Ocampo en las redes sociales.

### Principales
- Claudia Martín como Paloma Gallardo Rivera[8]
- Gabriela de la Garza como Manuela Román Landeros[9]
  - Ale Müller interpretó a Manuela de joven[10]
- Gabriel Soto como Leandro Govea Cardenal[11]
  - Lambda García interpretó a Leandro de joven[10]
- Matías Novoa como Pablo Córdoba
- María Sorté como Amanda Cardenal[12]
- Carlos Ferro como Franco Beltrán
- Juan Carlos Barreto como Enrique Ortega
- Ingrid Martz como Carmina Gaytán
- Helena Rojo como Ángeles Román
- Roberto Ballesteros como Everardo Govea
- Romina Poza como Yaneli Serrano López[13]
- Jesusa Ochoa como Dulce Ventura Chávez
- Sammy Schoulund como Julieta Govea Román
- Luis Gatica como Octavio Gallardo
- Mónica Ayos como Adela Rivera
- Pablo Perroni como Ricardo «Ricky» Landeros
- Pedro Mira como David Montiel
- Paulina Treviño como Tamara Govea Cardenal
- Manuela Imaz como Lorena Bastarrechea
- Mariana Cabrera como Tolita
- Sachi Tamashiro como Susana Ortega
- Haydée Navarra como Nancy Gaytán
- Astrid Romo como Victoria «Vicky» Flores
- José Ángel Bichir como Nicolás Alcaraz
- Deicardi Díaz como Genaro Serrano López

### Recurrentes e invitados especiales
- Ariadne Díaz como Julia Miranda Chávez[14]
- Fátima Nicole como Susy
- Héctor Salas como Pablo Córdoba Gaytán
- Ignacio Tahhan como Walter Rossi
- Maximiliano Uribe como Luis Felipe Govea Bastarrechea
- Íker Vallin como Andrés «Andy»  Ortega
- Santiago Beltrán como Valentino Govea Bastarrechea
- Isabella Vázquez como  Eva Alcaraz Govea
- Checo Perezcuadra como Iñigo Alcaraz Govea
- Beng Zeng como Marco Arizpe «La Liendre»[14]
- Arcelia Ramírez como Inés Bracho[15]
- Beatriz Moreno como Efigenia «Doña Efi» Cruz[14]
- María Perroni Garza como María del Rayo «Rayo» Funes Rojo[16]

## Episodios
| N.º | Título                                                      | Fecha de emisión original | Audiencia (millones) |
| --- | ----------------------------------------------------------- | ------------------------- | -------------------- |
| 1 | «Hay que hacernos responsables de nuestros actos»           | 26 de junio de 2023       | 2.8                  |
| Hace tres años atrás, Julieta le reprocha a Manuela la falta de atención y tiempo de parte de su madre además de no decirle quien es su verdadero padre, por lo que Manuela le recuerda que tiene dos trabajos para poder sacarla adelante. Amanda logra divorciarse de Everardo y decide irse de la casa donde vivió 40 años de matrimonio para valerse ella misma, pero Leandro y Tamara deciden no apoyarla por haber abandonado a su padre. Paloma está muy entusiasmada con casarse, pero lo que parecía ser un día feliz se convierte en una tragedia cuando el que creía era el amor de su vida, rechace casarse con ella. Tras haber quedado en la orfandad, Yaneli y Genaro van a visitar la tumba de sus padres y entre lágrimas, juran que nunca se olvidaran de ellos. En el presente, Manuela tiene varios trabajos para poder darle una vida digna a su hija, pero Julieta solo le pide a su mamá tiempo, Paloma le da una oportunidad al amor, pero su nueva pareja no es bien visto por sus padres. Tamara visita a Amanda en su negocio con la única intención de convencer a su mamá de que regrese a la casa para cuidar a su papá, Pablo le confiesa a Carmina que se siente culpable por la muerte de Mariana. Leandro le asegura a Amanda que si acepta cuidar a su papá, sería una gran oportunidad para que ellos dos puedan reconciliar y Walter le propone a Paloma irse con él a Miami. Leandro llega al Centro Atenea donde trabaja Manuela y descubre que tiene una hija, Julieta al saber que su madre le ocultó la verdad a su padre, la enfrenta y sufre un accidente. |                                                             |                           |                      |
| 2 | «Quiero estar cerca de ti»                                  | 27 de junio de 2023       | 3.1                  |
| Hace 15 años atrás, Leandro y Manuela pasan la noche juntos sin saber ella que Leandro ya estaba casado, días después, Manuela se realiza una prueba de embarazo de la cual sale positivo. En el presente, Leandro celebra que gracias al plan que armó con la mujer que aparentemente estaba golpeada, logró acercarse a Manuela, ella en su intento por calmar a Julieta, conoce a Pablo. Manuela, le revela a Julieta que durante mucho tiempo fue la amante de Leandro, ya que nunca le confesó que estaba casado, ella le pide que no la aleje de su padre. Adela y Octavio no están muy convencidos de que su hija Paloma se vaya con su novio a vivir a otro país, por lo que ponen en duda el amor que siente por él. Leandro, le confiesa a su hija que si se hubiera enterado de que Manuela estaba embarazada, jamás las hubiera abandonado. Leandro se reúne con Manuela para suplicarle que le permita estar cerca de su hija y le revela que está dispuesto a luchar por su amor. |                                                             |                           |                      |
| 3 | «Paloma vive otra desilusión amorosa»                       | 28 de junio de 2023       | 2.9                  |
| Hace cuatro años atrás, Amanda trata de ayudar a Everardo de aliviar su cruda debido a que tienen invitados en espera para celebrar su cumpleaños, pero Everardo no quiere reconocer su culpa de haberse ido una noche antes a celebrar su cumpleaños. En el presente, Leandro le jura a Manuela que se divorciará de su esposa, ella desconfía de su palabra y le dice que por el momento supervisará sus visitas con Julieta. Pablo acude a las oficinas del gobierno en busca de ayuda para encontrar a su hijo Damián. Carmina está segura de que cuando vuelva Pablo se reconciliará con él. Roy le propone a Yaneli robar la computadora del profesor Edgar para borrar sus calificaciones y así no presentar el examen, ella le pide tiempo para pensarlo. Carmina le hace creer a Pablo que Damián seguirá escondido ya que el día que salió de la casa rompió el vínculo con la familia. Walter deja plantada a Paloma el día de su propuesta. |                                                             |                           |                      |
| 4 | «Quiero el divorcio»                                        | 29 de junio de 2023       | 2.9                  |
| Hace tres años atrás, Damián le asegura a Pablo que Carmina le está viendo la cara, ella lo toma a mal y le pide a su esposo que escoja entre Damián o su familia. En el presente, Manuela está segura de que Julieta quedó impresionada con el dinero de Leandro y rompe en llanto al saber que no ve los sacrificios que hace para darle lo mejor. Yaneli es acusada de robar la computadora de su maestra, ella lo niega todo, pero la policía le pide que revele la identidad de su cómplice. Everardo insulta a Amanda frente a toda la familia, ella le pone freno. Pablo le pide el divorcio a Carmina cuando le confirma que tanto ella como su hermana han estado robando dinero de la empresa. |                                                             |                           |                      |
| 5 | «Dulce desapareció»                                         | 30 de junio de 2023       | 2.9                  |
| Hace meses atrás, Manuela trata de ayudar a Dulce en su problema pero ella se arrepiente y pone de excusa que llegará tarde a su trabajo, Dulce llega a su trabajo y le celebra a Amanda su cumpleaños, después de que Tamara y Leandro no se acordarán de ella y le regala unos aretes, pero la celebración a su jefa es interrumpida cuando le llegan unos mensajes que la ponen en estado de preocupación. En el presente, Everardo llega al negocio de Amanda para disculparse, pero ella no cree que esté arrepentido. Everardo se entera de que Leandro tuvo una hija fuera del matrimonio y le aconseja que se haga una prueba de ADN, Leandro le dice que Manuela está diciendo la verdad. Paloma, sabiendo que Dulce podría estar en peligro, decide presentar una denuncia, pero no recibe apoyo de las autoridades. Yaneli sospecha que algo le pasó a su hermano ya que no vino a casa a dormir. Manuela trata de consolar a Leandro al enterarse del estado de su padre, Leandro la besa, Julieta los ve y celebra el momento. |                                                             |                           |                      |
| 6 | «Nadie te va amar como Leandro»                             | 3 de julio de 2023        | 2.6                  |
| 20 años atrás, Mariana y Pablo reciben la noticia del Doctor que su embarazo será de alto riesgo por el Síndrome de Eisenmenger, debido a la mortalidad materna que varía entre el 30 y el 50 por ciento; además, la inestabilidad del salud de Mariana es un factor que pone en duda su supervivencia, Mariana no se queda con los brazos cruzados y convence a Pablo de seguir con el plan de tener un hijo. En el presente, Carmina niega a Pablo que sea capaz de alejarlo de su hijo y le asegura que él tiene la culpa de la muerte de Mariana porque él se empeñó en ser padre. Yaneli le comparte a Genaro que tiene miedo de salir a la calle desde que se enteró de la desaparición de Dulce, una joven que vivía en el barrio. Carmina le hace creer a Pablito que él tiene la culpa de todos sus problemas en su matrimonio y que nunca olvidará lo que le hizo Damián. Julieta conoce a su abuelo, Everardo le pide a Manuela que no abandone a su hijo cuando se vaya porque nadie los querrá tanto como Leandro. |                                                             |                           |                      |
| 7 | «Leandro comienza a distanciarse de su esposa»              | 4 de julio de 2023        | 2.7                  |
| Hace 15 años atrás, Leandro le dice a su padre el plan que tiene para casarse con Lorena sigue en pie, pero no puede dejar de pensar en Manuela, Everardo le aconseja a su hijo seguir con el plan de casarse con Lorena debido a que ella viene de una familia con bastantes influencias, Manuela se da cuenta de las mentiras de Leandro y decide terminarlo. En el presente, Lorena, la esposa de Leandro, lo visita en el hospital, Leandro se sorprende con su visita y ella lo interroga sobre la mujer que estaba con su suegro. Manuela, al tener más información que podría ayudar a Pablo a dar con el paradero de su hijo, lo busca, pero él le hace una invitación. Julieta miente y le dice a Leandro que su mamá está muy enamorada de él, por lo que planea ser su cómplice para que la corteje. Lorena ve que Leandro ya no pasa mucho tiempo en casa y lo cuestiona, pero él le asegura que está preocupado por su padre. Pablo sale en busca de su hijo Damián, pero es víctima de un crimen. Lorena sospecha que Leandro le oculta algo. |                                                             |                           |                      |
| 8 | «Les presento a Leandro Govea»                              | 5 de julio de 2023        | 2.6                  |
| Hace tres años atrás, Manuela va a su entrevista de trabajo en el Centro Atenea y logra a atender a su primera paciente víctima de violencia por parte de su esposo, por lo que obtiene el empleo tras hacer que se ganará la confianza de su paciente. En el presente, Lorena, que tiene el nombre de la misteriosa mujer de Leandro, comienza a investigarla en las redes sociales. Carmina le dice a su hermana que ella tiene el control financiero de Pablo y tratará de mantenerlo así por mucho tiempo. Yaneli se da cuenta de que su hermano Genaro se pone nervioso cuando menciona a Dulce y cree que puede estar involucrado en su desaparición. Julieta está emocionada por formar una banda musical, pero está segura de que nadie la querrá porque no es bonita. Amanda confirma que Everardo cambió las pastillas solo para culparla y dejarla en una posición negativa con sus hijos. |                                                             |                           |                      |
| 9 | «¿Crees que te engaño?»                                     | 6 de julio de 2023        | 2.9                  |
| Hace dos meses atrás, Dulce recibe la visita de Genaro por equivocación de una entrega de comida y este decide regalárselo a Dulce y ella lo invita a cenar, días después, Dulce y Genaro tienen su primera discusión y ella no lo deja entrar a su casa tras sentirse decepcionada de él. En el presente, Lorena llega al trabajo de Manuela para hacerle creer que su fundación quiere ayudar al Centro Atenea, pero en realidad es solo para conocerla. Everardo se hace la víctima con sus hijos y provoca que Leandro y Tamara se enfaden con Amanda por su descuido. Julieta, al enterarse de que su madre no aceptó el apartamento que les ofreció su padre, asegura que está decepcionada porque solo piensa en ella y no en su bienestar. Lorena sorprende a Leandro en su oficina, él se enfada y le pide que le avise ya que es un hombre ocupado, ella le insinúa que su reacción se debe a una infidelidad. Amanda, al enterarse de la preocupación de Manuela por la seguridad de Dulce, la cuestiona por no atenderla cuando la buscó en el centro donde trabaja. |                                                             |                           |                      |
| 10 | «Leandro quiere darle su apellido a Julieta»                | 7 de julio de 2023        | 2.9                  |
| Hace quince años atrás, Manuela se desahoga con Ángeles tras haber terminado con Leandro y haber descubierto las mentiras de su vida al saber que este se casará con Lorena, y le jura a su madre que será la última vez que llora por un hombre y sacará adelante a su bebé que esta esperando. En el presente, Julieta se queja con su mamá por haberla ilusionado con la idea del apartamento de su padre, Manuela se disculpa y le asegura que cuando cumpla 18 años se podrá ir a vivir con él. Paloma se enfrenta a Franco después de que él la acusa de no cumplir con su horario de trabajo. Tamara reconoce que Amanda es una excelente madre y rompe a llorar cuando se entera de que su matrimonio fracasó por su culpa. Leandro le pide a Manuela una segunda oportunidad, ella se niega. Carmina le dice a Pablo que no volverá a ver a su hijo si sigue con la idea del divorcio, él le reitera que ya no la ama. |                                                             |                           |                      |
| 11 | «Manuela confirma que Leandro es hijo de Amanda»            | 10 de julio de 2023       | 2.6                  |
| Hace tres años atrás, Damián y Carmina discuten en frente de Pablo debido al desprecio de Carmina hacia Damián, pero ella le asegura a Pablo que en ningún momento le hizo dañó a Damián, por lo que Pablo le cree. En el presente, Carmina envía a Nancy a reunirse con el detective de Pablo para convencerlo de que deje de investigar la desaparición de Damián. Franco se disculpa con Paloma cuando se entera de los motivos de su ausencia al trabajo. Leandro le dice a su padre que quiere a Manuela, Everardo le pide que no se obsesione porque ella puede estar haciéndose la ruda, para manipularlo. Leandro saca a Lorena por su aniversario, ella le pregunta vacilante sobre las mujeres misteriosas y él le hace creer que puede ser la amante de su padre. Manuela se entera de que Leandro es hijo de Amanda y confirma que sigue casado. Lorena busca desesperadamente a Manuela. |                                                             |                           |                      |
| 12 | «Usted es la mujer más hermosa del mundo»                   | 11 de julio de 2023       | 2.7                  |
| Hace 25 años atrás, Ángeles y Manuela viajan a Matamoros para visitar la tumba de un familiar querido, pero al sentirse asechadas al escuchar pasos a lo lejos, deciden abandonar el lugar. En el presente, Manuela le dice a Leandro que ya sabe que él no está divorciado. Leandro, creyendo que Lorena habló con Manuela, va a su casa y la humilla llamándola mala madre y esposa. Amanda se queja con Leandro por encubrir la infidelidad de su padre y acceder a reunirse con su amante y su hija. Manuela se reúne con el director de la escuela, quien le informa que debido a las quejas de sus alumnos y su tardanza, ha decidido despedirla como maestra. |                                                             |                           |                      |
| 13 | «Manuela rechaza regresar con Leandro»                      | 12 de julio de 2023       | 2.8                  |
| Una noche antes, Leandro le pide al rector de la universidad que destituya a Manuela de su cargo. En el presente, Everardo le dice a Leandro que no puede ser su tapadera. Julieta le envía un mensaje a Leandro porque cree que está enojado con ella, él responde, pero por error, se lo envía a Lorena. Paloma llega al mismo restaurante donde está Walter, decide enfrentarse a él, pero tiene un accidente. Julieta, al enterarse de que su madre no piensa rehacer su vida con Leandro, la insulta. Lorena confirma con la imagen que compartió Julieta, que Leandro tiene una hija fuera del matrimonio. |                                                             |                           |                      |
| 14 | «Encuentran pruebas en contra del agresor de Dulce»         | 13 de julio de 2023       | 2.8                  |
| Hace semanas atrás, Genaro y Dulce se dan un par de regalos con la intención de que nunca olviden el amor que está naciendo entre ellos dos. En el presente, Leandro intenta convencer al director de la escuela de que no expulse a Julieta, Manuela intenta hablar y es ignorada por ambos. Julieta reacciona con agresividad cuando se entera de que se cancela su viaje. Lorena busca a Manuela para confesarle que su matrimonio está en crisis. Yaneli encuentra en la recámara de Genaro un brazalete igual al que tenía Dulce, por lo que aumentan sus sospechas de que él tiene algo que ver con su desaparición. |                                                             |                           |                      |
| 15 | «Lorena revela que Manuela es la amante de Leandro»         | 14 de julio de 2023       | 2.2                  |
| Hace tres años atrás, Amanda se lleva la sorpresa de escuchar a Everardo hablando por teléfono con una mujer desconocida, y le reclama por dichos engaños además de pedirle el divorcio, pero Everardo se niega a dárselo. En el presente, Paloma renuncia a su trabajo por la misoginia de Obregón, él intenta convencerla de que se quede. Franco le pide a Paloma que reconsidere su decisión. Manuela le confiesa a Vicky que se siente atraída por Pablo y que él también empieza a sentir algo por ella. Everardo le dice a Amanda que Leandro tuvo una hija fuera del matrimonio. Lorena le revela a Amanda que Manuela es la amante de Leandro. Amanda se enfrenta a Manuela y la llama mujer sinvergüenza. |                                                             |                           |                      |
| 16 | «Leandro se hace la víctima con Amanda»                     | 17 de julio de 2023       | 2.5                  |
| En el presente, Manuela pone freno a los insultos de Amanda y le pide que se mantenga al margen de una situación de la que no tiene conocimiento. Lorena se enfada con Amanda al ver la denuncia que le hizo a Manuela. Carmina se entera de que un amigo de Pablo lo acompaña en todos los trámites de Damián y se pone celosa. Manuela se disculpa con Inés al notar la actitud grosera de Julieta, Inés le aconseja tener comunicación y confianza con su hija. Enrique llega a casa de Amanda para pedirle que sea su novia. |                                                             |                           |                      |
| 17 | «Franco acepta que extraña a Paloma»                        | 18 de julio de 2023       | 2.5                  |
| Hace días atrás, después de haberse dado un par regalos, Gerardo y Dulce son interrumpidos al oír los sonidos de notificaciones del celular de Dulce, esta decide revisar pero se queda algo impactada por el contenido de estos mensajes, Gerardo tiene la duda de saber que es pero Dulce decide no enseñárselos, por lo que Gerardo logra mostrar su verdadera actitud de novio celoso ante Dulce. En el presente, Paloma confronta a sus padres por perder su dinero en el juego, pero ellos solo se victimizan en la situación. Manuela le dice a Julieta que lamenta haberla alejado de su padre, pero que cuando tomó la decisión creía que estaba haciendo lo correcto. Yaneli insiste en que Genaro la deje trabajar para que lo ayude con los gastos de la casa, él se opone, pero reacciona con agresividad. Amanda le pide a Leandro que busque a Lorena, pero él le dice que lo mejor es darle tiempo. Pablo le dice a Manuela que ella merece ser amada y la besa. |                                                             |                           |                      |
| 18 | «Tenemos que hablar de divorcio»                            | 19 de julio de 2023       | 2.4                  |
| Diez años atrás, Pablo llega a casa, pregonándole a Carmina como están sus hijos, pero recibe la queja de Carmina de la actitud que esta tomando Damián ante Pablito. En el presente, Manuela le dice a Pablo que lo mejor para los dos es no verse, ya que no es el momento adecuado para tener una relación. Manuela le asegura a Lorena que no tiene intención de estar con Leandro. Pablo le dice a Carmina que si siguen juntos es por Pablito y no por ellos. Amanda le confiesa a Everardo que se está dando la oportunidad de conocer a alguien, él se burla de ella. Julieta llega a la tienda de Amanda lista para conocer a su abuela. Lorena le informa a Leandro que ha iniciado el proceso de divorcio. |                                                             |                           |                      |
| 19 | «¿Hablaste con esa roba maridos?»                           | 20 de julio de 2023       | 2.6                  |
| Hace tres años atrás, Tamara le pregunta a Amanda el porque Leandro tenía más libertad para salir con sus amigos que ella, por lo que su hermano le responde que el es hombre y por ende el puede cuidarse solo y ella, al no ir acompañada junto con sus amigas por un hombre, pudiese estar en peligro ante alguna persona que se quisiera propasar con ellas. En el presente, Julieta intenta conocer a su abuela, pero Amanda la rechaza como su nieta. Leandro se enoja con Julieta cuando se entera de que ella tomó una decisión sin su consentimiento. Pablo llega a casa de doña Efi con la esperanza de encontrar a Damián; sin embargo, ella le hace saber que ya no vive allí. Everardo le asegura a Leandro que se merece todo lo que está pasando porque quería jugar con Lorena y Manuela. Amanda, al ver que Lorena no está dispuesta a perdonar a Leandro, le asegura que no puede estar de su lado. Yaneli le revela a Manuela que una vez vio a Genaro siendo agresivo con Dulce y teme que esté involucrado en su desaparición. |                                                             |                           |                      |
| 20 | «¿Quién te manda mensajes a esta hora?»                     | 21 de julio de 2023       | 2.3                  |
| Hace un año atrás, Paloma y sus padres van a visitar el departamento que Paloma compró en el Peñón de la Esperanza con el esfuerzo de su trabajo, pero Octavio y Adela tratan de meterle malos pensamientos a su hija como el endeudamiento a 15 años con la compra del departamento y el miedo por ser una zona conflictiva, por lo que logran manipularla para que regrese a su casa y ponga en renta su departamento. En el presente, Amanda, al enterarse de que Yaneli es hermana de Genaro, decide despedirla y le dice que lo mejor es denunciarlo. Paloma decide que lo mejor que puede hacer es que sus padres se muden a su apartamento. Leandro hace evidente su molestia por la osadía de Julieta de ir a encontrarse con su abuela y le informa a Manuela que ya inició el proceso para darle el apellido a su hija. Leandro quiere saber quién le manda mensajes a Manuela, ella le dice que no tiene derecho a cuestionar su vida privada. Genaro acepta frente a Yaneli que agredió a Dulce, pero lamenta lo sucedido, llega la policía para detenerlo. |                                                             |                           |                      |
| 21 | «Cualquier adulto puede cometer un error»                   | 24 de julio de 2023       | 2.5                  |
| Genaro al saber que será detenido golpea a un oficial y se da a la fuga, Yaneli es llamada a declarar sobre lo sucedido. Franco insiste en que Paloma regrese a la oficina porque la necesita para sacar adelante el proyecto, ella se niega. Julieta le anuncia a su familia que su padre va a cubrir los gastos de su fiesta de Quinceañera. Manuela le pide a Yaneli que declare toda la verdad, Yaneli le dice que no quiere hacerle daño a su hermano. Leandro se reúne con sus hijos, desacredita a Lorena y les dice que está dispuesto a luchar por ellos. |                                                             |                           |                      |
| 22 | «Ya no tengo ninguna responsabilidad contigo»               | 25 de julio de 2023       | 2.6                  |
| Yaneli rompe en llanto al creer que traicionó a Genaro al declarar todo lo que sabía, Manuela y Paloma la sorprenden regalándole un pastel por sus 18 años. Julieta acepta que no ha sido la mejor hija y se disculpa con Manuela. Genaro contacta a Yaneli y le hace saber que gracias a ella está en problemas. Carmina le envía el teléfono de Manuela a Nancy y le pide que investigue si ella es la mujer que le interesa a Pablo. Paloma acepta trabajar con Franco bajo ciertas condiciones. Amanda sorprende a Yaneli con su visita. |                                                             |                           |                      |
| 23 | «Aquí están los papeles del divorcio»                       | 26 de julio de 2023       | 2.6                  |
| Pablo recuerda el día que echó a Damián de su casa, luego de que se peleara con Carmina. Como regalo de cumpleaños, Julieta le pide a su padre una cirugía estética para poder tener un cuerpo perfecto. Genaro le pide a Yaneli que le dé una oportunidad a su vida para no defraudar a sus padres, porque para él ya no significa nada. Paloma y Franco celebran que su proyecto fuera uno de los seleccionados y se besan. Pablo le da a Carmina los papeles del divorcio. |                                                             |                           |                      |
| 24 | «El beso fue un error»                                      | 27 de julio de 2023       | 2.7                  |
| Hace semanas atrás, Adela y Octavio le prohíben a Walter casarse con Paloma. En el presente, Leandro conoce al novio de Amanda y piensa que es ridículo enamorarse a su edad. Leandro emborracha a los amigos de Julieta en su fiesta para culpar a Manuela. Manuela le informa a su familia que la citaron a la escuela para hablar sobre lo que pasó en la fiesta de cumpleaños de Julieta. Franco le revela a Paloma que el beso que le dio no significó nada. Julieta le informa a su padre que ya no quiere vivir con su madre. |                                                             |                           |                      |
| 25 | «Quiero saber si está saliendo con un hombre»               | 28 de julio de 2023       | 2.5                  |
| Con la intención de recuperar su beca, Yaneli se acerca a su maestro Edgar y lo invita a salir; sin embargo, él la rechaza. Pablo le hace saber a Manuela que pronto se divorciará y quiere arriesgarse con ella. Julieta decide quedarse en el apartamento de su padre. Paloma está dispuesta a jugar con los sentimientos de Franco. Enrique presenta a Amanda como su novia a sus hijos. Leandro quiere saber si Manuela está saliendo con alguien. |                                                             |                           |                      |
| 26 | «Leandro me quiere quitar a mi hija»                        | 31 de julio de 2023       | 2.6                  |
| 27 | «Esa demanda te la voy a ganar»                             | 1 de agosto de 2023       | 2.6                  |
| 28 | «Julieta ya se apellida Govea»                              | 2 de agosto de 2023       | 2.6                  |
| 29 | «¿Eres hija de mi tío Leandro?»                             | 3 de agosto de 2023       | 2.6                  |
| 30 | «Es momento de terminar lo que comenzó entre nosotros»      | 4 de agosto de 2023       | 2.5                  |
| 31 | «Te exijo que no intentes comprarme»                        | 7 de agosto de 2023       | 2.4                  |
| 32 | «Mi matrimonio terminó por culpa tuya»                      | 8 de agosto de 2023       | 2.5                  |
| 33 | «¿Por qué borraste fotos de tus redes?»                     | 9 de agosto de 2023       | 2.8                  |
| 34 | «Vivo con VIH»                                              | 10 de agosto de 2023      | 2.9                  |
| 35 | «¿Eres el exnovio de Paloma?»                               | 11 de agosto de 2023      | 2.6                  |
| 36 | «Manuela le responde a Tamara»                              | 14 de agosto de 2023      | 2.5                  |
| 37 | «¿Leandro le pidió que me despidiera?»                      | 15 de agosto de 2023      | 2.9                  |
| 38 | «Julieta no es tu hija»                                     | 16 de agosto de 2023      | 3.0                  |
| 39 | «Tira a la basura a tu familia»                             | 17 de agosto de 2023      | 2.8                  |
| 40 | «Te odio»                                                   | 18 de agosto de 2023      | 2.9                  |
| 41 | «Sus problemas se llaman homofobia»                         | 21 de agosto de 2023      | 2.9                  |
| 42 | «Nunca me vuelvo a enamorar de alguien como tú»             | 22 de agosto de 2023      | 2.9                  |
| 43 | «Soy Leandro Govea, el papá de Julieta»                     | 23 de agosto de 2023      | 2.9                  |
| 44 | «¿Andas con otro?»                                          | 24 de agosto de 2023      | 2.9                  |
| 45 | «Leandro puso a alguien para vigilarnos»                    | 25 de agosto de 2023      | 3.2                  |
| 46 | «¿Podríamos tener nuestra primera vez?»                     | 28 de agosto de 2023      | 3.1                  |
| 47 | «La culpa puede arrasar con todo»                           | 29 de agosto de 2023      | 2.9                  |
| 48 | «Dulce está muerta»                                         | 30 de agosto de 2023      | 3.1                  |
| 49 | «La verdad está en la carta de Dulce»                       | 31 de agosto de 2023      | 3.5                  |
| 50 | «No eres hijo de Everardo»                                  | 1 de septiembre de 2023   | 2.9                  |
| 51 | «Podemos impedir que Manuela y Pablo se salgan con la suya» | 4 de septiembre de 2023   | 2.9                  |
| 52 | «No hay rastro legal de Dulce»                              | 5 de septiembre de 2023   | 3.2                  |
| 53 | «¡No puede ser, es Dulce!»                                  | 6 de septiembre de 2023   | 2.8                  |
| 54 | «Dulce en realidad es Damián, tu hijo»                      | 7 de septiembre de 2023   | 2.9                  |
| 55 | «Dulce es tu sangre, no la dejes de amar»                   | 8 de septiembre de 2023   | 2.7                  |
| 56 | «¿Quién salió de la cárcel?»                                | 11 de septiembre de 2023  | 3.0                  |
| 57 | «Sinceramente, dudo que sobreviva»                          | 12 de septiembre de 2023  | 3.1                  |
| 58 | «No me voy a poder seguir escondiendo de él»                | 13 de septiembre de 2023  | 2.8                  |
| 59 | «Solo quiero que me respetes»                               | 14 de septiembre de 2023  | 2.7                  |
| 60 | «Mi mamá no es hija de quien todos creen»                   | 15 de septiembre de 2023  | 2.0                  |
| 61 | «Eres estéril»                                              | 18 de septiembre de 2023  | 2.7                  |
| 62 | «¿Vas abandonar a tus hijos?»                               | 19 de septiembre de 2023  | 2.9                  |
| 63 | «Yo me puedo quedar a cuidarlas»                            | 20 de septiembre de 2023  | 2.9                  |
| 64 | «Vivo con VIH»                                              | 21 de septiembre de 2023  | 3.0                  |
| 65 | «Nunca me imaginé que fueras así de ardiente»               | 22 de septiembre de 2023  | 2.8                  |
| 66 | «Espero no te hayas olvidado de mí»                         | 25 de septiembre de 2023  | 2.8                  |
| 67 | «¡El agresor es Nicolás!»                                   | 26 de septiembre de 2023  | 3.0                  |
| 68 | «Pagar las culpas de otros»                                 | 27 de septiembre de 2023  | 2.9                  |
| 69 | «Van a pagar por sus errores»                               | 28 de septiembre de 2023  | 3.0                  |
| 70 | «¡Es una asesina!»                                          | 29 de septiembre de 2023  | 2.7                  |
| 71 | «¡Yo lo maté!»                                              | 2 de octubre de 2023      | 3.0                  |
| Liberto le revela a Leandro que Manuela es la asesina de su padre y le asegura que Violeta era una joven fácil. Fidelia regresa a la vida de Manuela dispuesta a recordarle su culpa y vengarse por haber destruido a su familia. Manuela le confiesa a Ángeles que Fidelia y Liberto la impulsan a revelar que ella es la asesina de Rosendo. Asustada por lo que pueda pasar, Manuela recuerda el día que le quitó la vida a Rosendo. Franco le revela a Paloma que Cecilia fue quien le transmitió el virus del VIH. |                                                             |                           |                      |
| 72 | «Tu padre abusaba de mí»                                    | 3 de octubre de 2023      | 2.8                  |
| Leandro le informa a Carmina que presentará una denuncia por lesiones contra Pablo y le asegura que esa será una buena razón para sacarlo de la custodia de Pablito. Leandro le propone a Genaro trabajar para él, aunque no define cuáles serán sus funciones, le asegura a Irineo que él será el encargado del trabajo sucio. Liberto le jura a Manuela que está dispuesto a vengarse de ella, ya que fue culpa suya que perdiera a su padre y le impidiera alcanzar la realización profesional tras el accidente que le provocó una lesión en el brazo. Carmina le pide a Manuela que se mantenga alejada de Pablo y sólo entonces retirará la demanda que interpuso para quitarle la custodia a Pablito. |                                                             |                           |                      |
| 73 | «Se están vengando de mí»                                   | 4 de octubre de 2023      | 2.7                  |
| Joel golpea a Franco cuando descubre que era el amante de Cecilia, Franco se disculpa por traicionarlo y Cecilia confiesa que tiene VIH. Amanda le dice a Tamara que visitó a Nicolás en la cárcel y le reveló que le tendieron una trampa, Tamara rechaza su argumento. Amanda le pregunta a Dulce si fue Nicolás quien le dijo que necesitaba a alguien en su boutique, Dulce le asegura que fue Nora Pardo quien le recomendó el trabajo. Manuela descubre que su madre fue secuestrada, Leandro al verla angustiada la apoya y ella le revela que años atrás asesinó a un hombre. |                                                             |                           |                      |
| 74 | «Solo confío en ti Dulce»                                   | 5 de octubre de 2023      | 3.1                  |
| Leandro comienza a mover sus contactos para encontrar a Ángeles, pero en realidad solo está ganando tiempo para que Liberto y Fidelia hagan su trabajo. Dulce quiere saber dónde está el cuerpo de Nora Pardo para poder despedirse de ella, Irineo le aconseja que se olvide de ella ya que fue atropellada y nadie reclamó su cuerpo. Yaneli y Axel tienen su primera vez. Dulce recuerda que Nora le reveló que tenía miedo; sin embargo, ella nunca supo qué estaba pasando realmente con su amiga. |                                                             |                           |                      |
| 75 | «¿Qué tiene que ver Leandro en todo esto?»                  | 6 de octubre de 2023      | 3.0                  |
| Manuela le revela a Pablo que su madre fue encarcelada por la muerte de Rosendo; sin embargo, Liberto la mató por venganza y así llegó con Ángeles. Tras conocer la historia de Manuela, Pablo le pide tiempo para asimilar su pasado. Leandro celebra que pronto tendrá la custodia de Julieta. Al ver a Franco inconsciente, Adela y Octavio lo llevan al hospital donde lo estabilizan. Genaro comienza a trabajar para Leandro. Amanda investiga el paradero de Nora Pardo ya que no cree que haya reclamado el cuerpo de Brayan, pues supuestamente murió antes de la desaparición de Dulce y teme que Leandro pueda estar involucrado en el caso. |                                                             |                           |                      |
| 76 | «Ahora soy el patrón»                                       | 9 de octubre de 2023      | 3.0                  |
| Leandro chantajea a Manuela con meterla en la cárcel si ella se niega a irse de viaje con él y Julieta, ya que podría utilizar las pruebas que tienen Liberto y Fidelia para enviarla a la cárcel. Tras enterarse del diagnóstico de su hermano, Dulce quiere hacerse una prueba de compatibilidad para donar su riñón, pero Carmina se niega. Leandro le confirma a su mamá que ahora es el jefe de Genaro, Amanda recuerda las palabras de Genaro y confirma quién lo lastimó en prisión. Nancy le cuenta a Manuela que Carmina atentó contra la vida de su propio hijo con la intención de mantener a Pablo cerca de ella. |                                                             |                           |                      |
| 77 | «Pase lo que pase, vence el miedo»                          | 10 de octubre de 2023     | 3.1                  |
| Amanda le pide a Andrea que la ayude con unos trámites para abrir un negocio, pero cuando Andrea se entera de que es la madre de Leandro, le pide que se vaya. Manuela le dice a Pablo que Carmina hizo que la salud de Pablito empeorara. Leandro le pide a Fidelia que le entregue las fotos que Liberto le tomó a Julieta. Julieta le cuenta a su madre que conoció a un chico por internet al que le ha estado enviando fotos, Manuela confirma que Kiro en realidad es Liberto. Dulce revela que Nicolás no fue quien la privó de su libertad. |                                                             |                           |                      |
| 78 | «¡Me voy a entregar a las autoridades!»                     | 11 de octubre de 2023     | 2.9                  |
| Leandro asegura que la afirmación de Dulce es errónea debido a su inestabilidad emocional y deja claro que su identidad no existe ya que legalmente sigue siendo Damián. Carmina y Leandro son sorprendidos por Amanda mientras se besan. Fidelia le pide a Liberto que le arruine el viaje que Leandro ha planeado con Manuela y Julieta. Leandro, sabiendo que Dulce puede declarar en su contra, decide matarla y la visita en el hospital para aplicarle una inyección letal. |                                                             |                           |                      |
| 79 | «El hombre que me quiso matar es Leandro»                   | 12 de octubre de 2023     | 3.0                  |
| Dulce sufre una crisis y Pablo cree que Carmina la provocó. Julieta logra escapar de Fidelia, Franco ve que ella está en peligro y la lleva a casa de Paloma. Julieta le confiesa a su mamá que está decepcionada de su padre porque le ha confirmado que él no es el buen hombre que le hicieron creer. Dulce le revela a Pablo que el hombre que la hizo desaparecer y amenazó con dañar a su familia es Leandro. Fidelia acepta que asesinó a Rosendo porque no soportaba que él la abandonara a ella y a Liberto, por lo que toma como rehén a Julieta y amenaza con dispararle, Manuela y Leandro intentan salvarla, pero el arma se dispara. |                                                             |                           |                      |
| 80 | «Eso se llama culpa»                                        | 13 de octubre de 2023     | 3.3                  |
| Dulce le cuenta a Paloma que Leandro usó a Nora para extorsionar a los enemigos de sus clientes, pero antes de morir Nora le aseguró que estaba siendo amenazada y había pruebas. Dulce confiesa que la noche que desapareció iba a denunciar a Leandro, pero él la secuestró para que revelara el lugar donde Nora guardaba las pruebas, pero al no conseguir lo que buscaba, la golpeó. Amanda presenta las pruebas para que arresten a Leandro; él, sintiéndose traicionado por su propia madre, la humilla. Pablo le recuerda a Manuela su gran amor por ella y ella logra despertar del coma. |                                                             |                           |                      |

Nota
1. ↑  Este episodio se pre-estrenó el 23 de marzo de 2023 a través de Vix, la página, app y redes sociales oficiales —incluido el canal de Youtube y cuenta oficial de Facebook— de Las Estrellas.[18]

## Producción
En octubre de 2022, Rosy Ocampo anunció que se estaba desarrollando una quinta entrega para la franquicia Vencer. El 4 de noviembre de 2022 se anunció que Vencer la culpa fue elegido oficialmente como título de la telenovela. A finales de marzo y principios de abril, Ocampo reveló el elenco y los personajes a través de sus cuentas de redes sociales. La producción de la telenovela inicio rodaje el 14 de abril de 2023.

## Música
Vencer la culpa (Music from the Original TV Series)  es el álbum banda sonora de la telenovela. Fue publicado por Moon Music Records el 23 de junio de 2023 en plataformas digitales. Alejandro Abaroa es el productor musical.
| N.º   | Título                      | Escritor(es)                                                     | Intérprete                                                    | Duración |  |
| 1.    | «Vencer la culpa (Entrada)» | Mirley Cauich, Daniela Martínez Treviño y Natalia Velasco Alanís | Daniela Romo, Dulce, Fanny Lu y Paty Cantú                    | 2:26     |  |
| 2.    | «Casi una vida»             | Belu Guglie y Natáliyah Bravo                                    | Daniela Romo                                                  | 3:14     |  |
| 3.    | «La otra orilla»            | Isabella Gaxiola                                                 | Dulce                                                         | 3:52     |  |
| 4.    | «Corazón ligero»            | Cecy Leos y Natalia Velasco Alanís                               | Fanny Lu                                                      | 3:06     |  |
| 5.    | «Sin mirar atrás»           | Nayeli Stanfield y Estefanía Martínez Riojas                     | Griss Romero                                                  | 3:28     |  |
| 6.    | «Vencer la culpa (Salida)»  | Carol Villagrán                                                  | Carol Villagrán, Nay Stanfield, Belu Guglié y Daniela Treviño | 3:34     |  |
| 19:42 |                             |                                                                  |                                                               |          |  |

## Audiencias
| Temporada | Horario (CT)                     | Episodios | Primera emisión     | Primera emisión      | Última emisión        | Última emisión       | Prom. de espectadores (millones) |
| Temporada | Horario (CT)                     | Episodios | Fecha               | Audiencia (millones) | Fecha                 | Audiencia (millones) | Prom. de espectadores (millones) |
| --------- | -------------------------------- | --------- | ------------------- | -------------------- | --------------------- | -------------------- | -------------------------------- |
| 1         | Lunes a viernes 20:30 - 21:30 h. | 80        | 26 de junio de 2023 | 2.8                  | 13 de octubre de 2023 | 3.3                  | 2.8                              |